# Jodek bizmutawo-chininowy
Jodek bizmutawo-chininowy – organiczny związek chemiczny, kompleksowe połączenie jodu, bizmutu i chininy. Substancja barwy pomarańczowoczerwonej, nierozpuszczalna w wodzie. Dawniej stosowany w lecznictwie jako środek przeciwkiłowy (zawiesina olejowa do wstrzyknięć – ówczesny preparat radzieckiej produkcji Bijochinol). Obecnie jest nieużywany.

## Preparaty
- Bismuthum chinino-jodatum subst. 10 g / City Chemical LLC – West Haven (USA)